# Wareside
Wareside is een civil parish in het bestuurlijke gebied East Hertfordshire, in het Engelse graafschap Hertfordshire. In 2001 telde het dorp 678 inwoners.